# Rivière Qu'Appelle
Pour les articles homonymes, voir Rivière Qu'Appelle (homonymie).

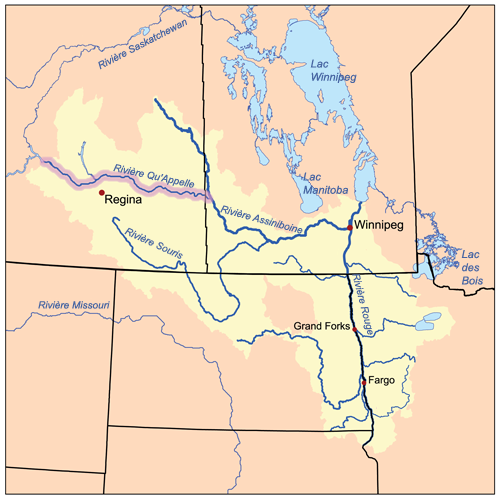
Les rivières Qu'Appelle et Assiniboine

La rivière Qu'Appelle est une rivière canadienne qui coule dans le sud de la province de la Saskatchewan, d'Ouest en Est. Son cours est long d'environ 430 km. La rivière Qu'Appelle se jette dans la rivière Assiniboine dans la province voisine du Manitoba.

## Toponymie
La rivière Qu'Appelle ainsi que sa vallée tirent leur nom d'une légende des amérindiens Cris. Selon celle-ci, un esprit se déplacerait dans cette vallée, et les Amérindiens informèrent les trappeurs de la Compagnie du Nord-Ouest qu'ils entendaient un esprit et qu'ils l'interpellaient en langage Cri : «Kâ-têpwêt?», qui signifie «Qui appelle ?». En fait, un fort écho se manifeste le long du parcours de ce cours d'eau, notamment près du petit village de Lebret. La langue française étant la lingua franca des trappeurs, coureurs des bois, métis franco-amérindiens et personnels de la Compagnie du Nord-Ouest, la vallée ainsi que la rivière prirent naturellement le nom de «Qu'Appelle».

## Historique
En 1787, la Compagnie du Nord-Ouest a établi un poste de traite des fourrures à Fort Espérance sur le cours inférieur de la rivière. Après son abandon en 1819, la Compagnie de la Baie d'Hudson a créé un autre poste à Fort Qu'Appelle en 1852 immédiatement adjacente au site de ce qui allait devenir la ville du même nom.